# Micrurus baliocoryphus
La coral mesoamericana (Micrurus baliocoryphus) es una especie de ofidio de potente veneno, que compone el género Micrurus de la familia Elapidae. Habita en sabanas del centro-este de América del Sur.

## Distribución y hábitat
Habita en sabanas y bosques en el sudeste del Brasil, Paraguay, hasta el noreste de la Argentina, donde se distribuye en la Mesopotamia, en las provincias de Misiones —sur—, Corrientes, y Entre Ríos, en las ecorregiones terrestres campos y malezales, sabana uruguayense y sabanas mesoamericanas del Cono Sur.

## Taxonomía
Descripción original
Esta especie fue descrita originalmente en el año 1862 por el herpetólogo estadounidense Edward Drinker Cope.
La localidad tipo es: «Buenos Aires, Argentina», aunque fue corregida a: «Villa Federal, Entre Ríos, Argentina», por Roze.
Junto a otras 7 especies, integra el complejo Micrurus frontalis.

## Características
Es un ofidio de hábitos furtivos, pero con un potente veneno capaz de matar a un hombre adulto. Pero no posee la agresividad de otras serpientes ponzoñosas, por lo que los accidentes son muy raros. 
Su coloración es en angostos anillos completos rojos y otros negros del doble de anchos. Cada uno de estos últimos presenta dos anillos blancos, dando un patrón general tricolor.